# Craspedolcus thoracalis
Craspedolcus thoracalis är en stekelart som först beskrevs av Per Abraham Roman 1914.  Craspedolcus thoracalis ingår i släktet Craspedolcus och familjen bracksteklar. Inga underarter finns listade i Catalogue of Life.